# 约翰·蔡斯
约翰·蔡斯（英語：John Chase，1906年6月12日—1994年4月1日），美国男子冰球运动员，场上位置是前锋。他曾代表美国国家队参加1932年冬季奥林匹克运动会冰球比赛，获得一枚银牌。